# Jadów

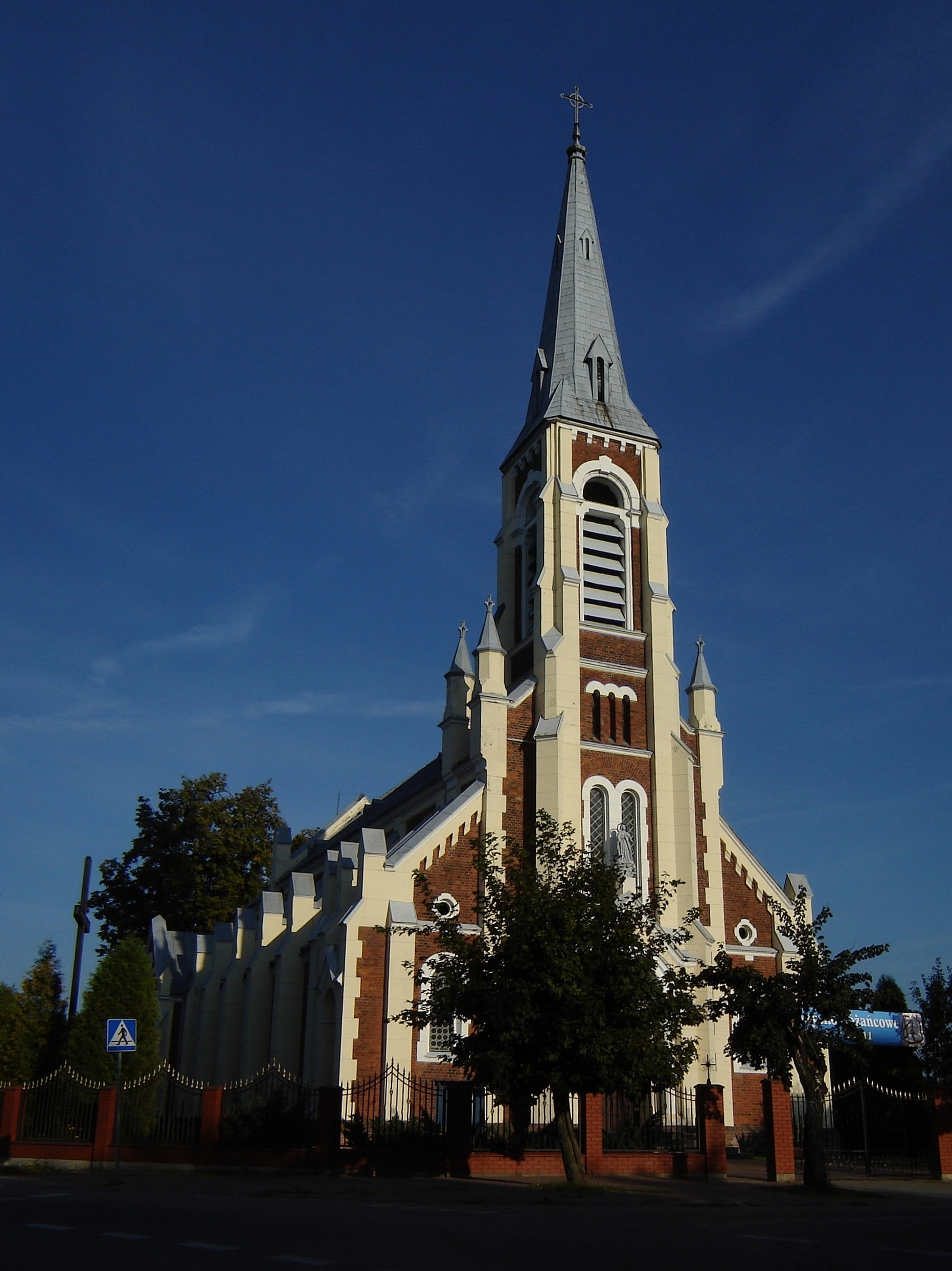
Kościół pw. Znalezienia Krzyża Świętego

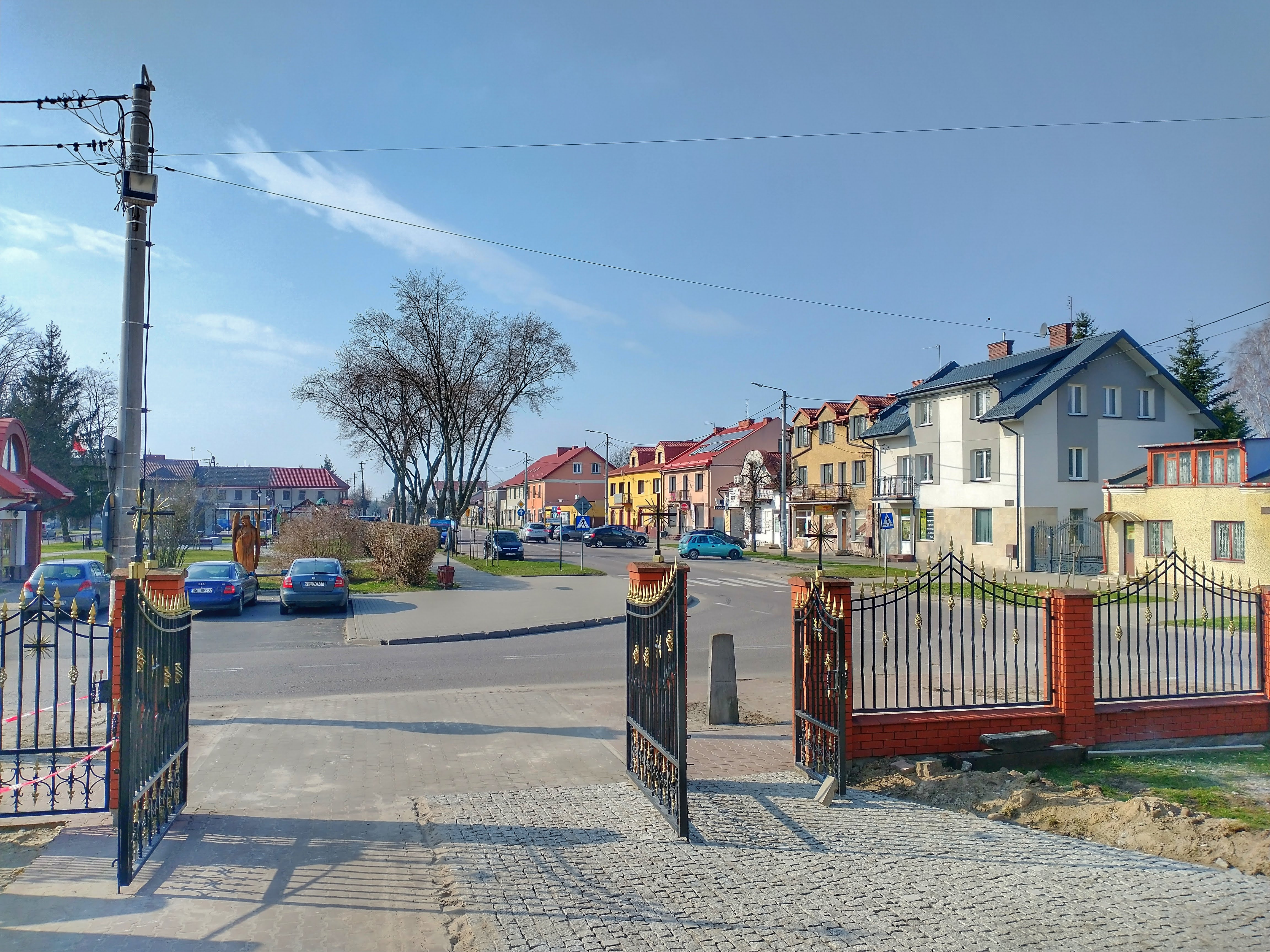
Rynek w Jadowie

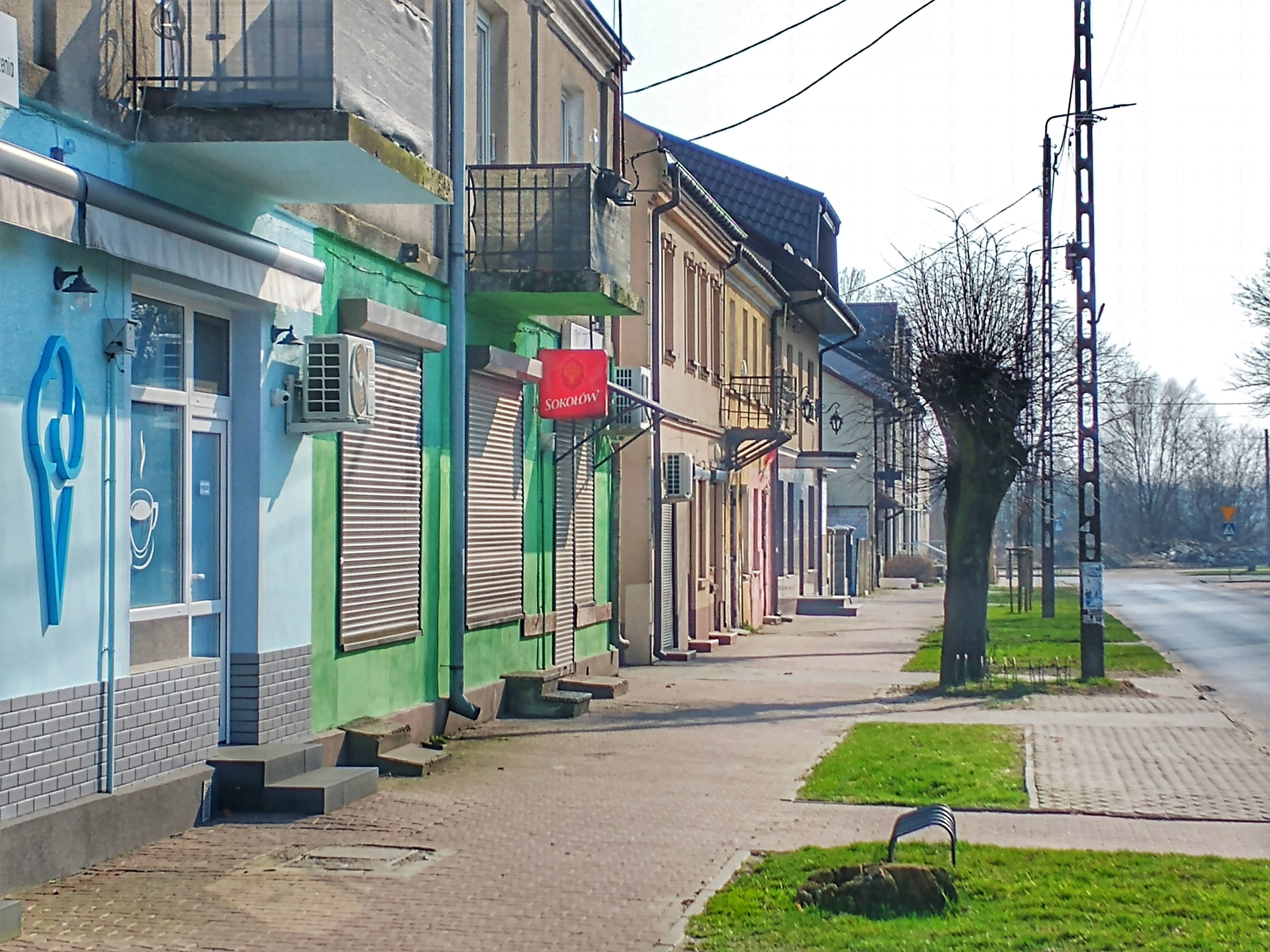
Zabudowa centrum miasta

Jadów (jid. יאַדאָוו, ros. Ядув) – miasto w Polsce położone w województwie mazowieckim, w powiecie wołomińskim, siedziba gminy Jadów.
Przez miejscowość przepływa Osownica, niewielka rzeka dorzecza Bugu, dopływ Liwca. Przez miasto przebiega droga wojewódzka nr 636.
W drugiej połowie XVI wieku wieś królewska Jadowo położona była w powiecie kamienieckim ziemi nurskiej województwa mazowieckiego. w 1823 roku Jadów uzyskał lokację miejską, zdegradowany 13 października 1870. W latach 1867–1954 i od 1973 siedziba gminy Jadów. W latach 1954–1972 był siedzibą władz gromady Jadów. Ponowne nadanie statusu miasta nastąpiło 1 stycznia 2023.
Jadów jest siedzibą rzymskokatolickiej parafii św. Jakuba Apostoła.
Według danych GUS z 1 stycznia 2024 r. miasto liczyło 907 mieszkańców, będąc 105. najludniejszym miastem w województwie.

## Historia
Początki Jadowa datują się na przełom XIV i XV wieku. Dzięki położeniu na skrzyżowaniu szlaków handlowych w 1475 r., Jadów otrzymał przywilej targowy i prawo organizowania jarmarków. W 1483 r., za panowania księcia mazowieckiego Bolesława IV, erygowana została parafia jadowska. Okres świetności Jadowa przypadał na XIX wiek. W 1823 r., na skutek starań hr. Stanisława Kostki Zamoyskiego, Jadów otrzymał prawa miejskie. Rozwój miasteczka przerwało powstanie styczniowe 1863 roku.
W lipcu 1932 podczas protestu chłopskiego we wsi w czasie interwencji policji państwowej zginęło 3 chłopów.
Podczas okupacji hitlerowskiej, 17 października 1940 roku Niemcy utworzyli getto dla żydowskich mieszkańców. Przebywało w nim około 2500 Żydów. 23 września 1942 zostali wywiezieni do obozu zagłady Treblinka II i tam zamordowani.
W latach 1975–1998 miejscowość administracyjnie należała do województwa siedleckiego.

### Odzyskanie praw miejskich w 2023 r.
5 sierpnia 2021, na podstawie uchwały Rady Gminy XII/73/2011 w sprawie określenia zasad i trybu przeprowadzania konsultacji społecznych z mieszkańcami, wójt gminy wydał Zarządzenie nr 42/21 w sprawie przeprowadzenia z mieszkańcami gminy Jadów konsultacji dotyczących wniosku o nadanie statusu miasta miejscowości Jadów. Termin konsultacji 5 sierpnia–30 września 2021. 97,30% mieszkańców w sołectwie Jadów opowiedziało się za przywróceniem praw miejskich przy frekwencji 8,84%; w pozostałych sołectwach gminy poparcie wynosiło 86,33% przy frekwencji 8,74%. 28 marca 2022, na podstawie wyników konsultacji społecznych w 2021 roku, radni podjęli uchwałę XXXVIII/307/22 w sprawie wystąpienia z wnioskiem o przywrócenie praw miejskich dla Jadowa. 1 stycznia 2023 doszło do przywrócenia statusu miasta.

## Zabytki i obiekty historyczne
- Sanktuarium Świętego Krzyża – murowany kościół, wzniesiony na miejscu poprzednich drewnianych w latach 1882–1886, według projektu Józefa Piusa Dziekońskiego. Wewnątrz znajdują się rokokowe organy. Kościół został podniesiony do rangi sanktuarium przez arcybiskupa Henryka Hosera 15 września 2013 roku.
- na cmentarzu grzebalnym w kaplicy wzniesionej w końcu XIX w. znajduje się obraz Chrystusa w grobie, autorstwa Miłosza Kotarbińskiego, oraz późnoklasycystyczny nagrobek z piaskowca Fryderyki z Ditzów Kotarbińskiej (zm. 1863).

## Osoby związane z miejscowością
- Leon Bokiewicz – lekarz i etnograf zmarły w Jadowie;
- Janina Maria Jankowska – dziennikarka, reporterka radiowa, działaczka opozycji demokratycznej, urodzona w Jadowie;
- Gustaw Orlicz-Dreszer – generał urodzony w Jadowie.